# Brahim Konaté
Brahim Konaté (Montfermeil, 20 marzo 1996) è un calciatore francese, centrocampista dello Zirə.

## Caratteristiche tecniche
È un mediano.

## Carriera

### Club
Cresciuto nel settore giovanile dell'Auxerre, ha esordito in prima squadra il 25 agosto 2015 in occasione del match di Coupe de la Ligue vinto ai rigori contro il CA Bastia.

### Nazionale
Ha giocato nella nazionale francese Under-20.